# Okręg wyborczy nr 66 do Senatu Rzeczypospolitej Polskiej
Okręg wyborczy nr 66 do Senatu Rzeczypospolitej Polskiej obejmuje obszar powiatów gdańskiego, starogardzkiego i tczewskiego (województwo pomorskie). Wybierany jest w nim 1 senator na zasadzie większości względnej.
Utworzony został w 2011 na podstawie Kodeksu wyborczego. Po raz pierwszy zorganizowano w nim wybory 9 października 2011. Wcześniej obszar okręgu nr 66 należał do okręgu nr 24.
Siedzibą okręgowej komisji wyborczej jest Gdańsk.

## Reprezentanci okręgu
| Rok  | Rok  | Senator          | Komitet wyborczy                           |
| ---- | ---- | ---------------- | ------------------------------------------ |
|      | 2011 | Andrzej Grzyb    | Platforma Obywatelska RP                   |
|      | 2015 | Antoni Szymański | Prawo i Sprawiedliwość                     |
|      | 2019 | Ryszard Świlski  | KKW Koalicja Obywatelska PO .N iPL Zieloni |
| 2023 |      | Ryszard Świlski  | KKW Koalicja Obywatelska PO .N iPL Zieloni |

## Wyniki wyborów
Symbolem „●” oznaczono senatora ubiegającego się o reelekcję.

### Wybory parlamentarne 2011
| Kandydat                                                                                      | Kandydat          | Komitet wyborczy                           | Głosów | Głosów | Głosów |
| Kandydat                                                                                      | Kandydat          | Komitet wyborczy                           | Liczba | %      | +/–    |
| --------------------------------------------------------------------------------------------- | ----------------- | ------------------------------------------ | ------ | ------ | ------ |
|                                                                                               | Andrzej Grzyb ●   | Platforma Obywatelska RP                   | 53 771 | 46,60  | –      |
|                                                                                               | Anna Kurska       | Prawo i Sprawiedliwość                     | 28 581 | 24,77  | –      |
|                                                                                               | Dariusz Adamowicz | Polskie Stronnictwo Ludowe                 | 17 034 | 14,76  | –      |
|                                                                                               | Bogdan Lis        | KWW Unia Prezydentów – Obywatele do Senatu | 15 996 | 13,86  | –      |
| Frekwencja: 46,11% Liczba głosów ważnych: 115 382 (96,52%) Źródło: Państwowa Komisja Wyborcza |                   |                                            |        |        |        |

● Andrzej Grzyb reprezentował w Senacie VII kadencji (2007–2011) okręg nr 24.

### Wybory parlamentarne 2015
| Kandydat                                                                                      | Kandydat          | Komitet wyborczy                             | Głosów | Głosów | Głosów |
| Kandydat                                                                                      | Kandydat          | Komitet wyborczy                             | Liczba | %      | +/–    |
| --------------------------------------------------------------------------------------------- | ----------------- | -------------------------------------------- | ------ | ------ | ------ |
|                                                                                               | Antoni Szymański  | Prawo i Sprawiedliwość                       | 43 842 | 36,21  | +11,44 |
|                                                                                               | Patryk Gabriel    | Platforma Obywatelska RP                     | 43 421 | 35,86  | –10,74 |
|                                                                                               | Andrzej Ceynowa   | KKW Zjednoczona Lewica SLD+TR+PPS+UP+Zieloni | 17 026 | 14,06  | –      |
|                                                                                               | Lucyna Herold-Wąs | Polskie Stronnictwo Ludowe                   | 16 800 | 13,87  | –0,89  |
| Frekwencja: 47,40% Liczba głosów ważnych: 121 089 (96,32%) Źródło: Państwowa Komisja Wyborcza |                   |                                              |        |        |        |

### Wybory parlamentarne 2019
| Kandydat                                                                                      | Kandydat           | Komitet wyborczy                           | Głosów | Głosów | Głosów |
| Kandydat                                                                                      | Kandydat           | Komitet wyborczy                           | Liczba | %      | +/–    |
| --------------------------------------------------------------------------------------------- | ------------------ | ------------------------------------------ | ------ | ------ | ------ |
|                                                                                               | Ryszard Świlski    | KKW Koalicja Obywatelska PO .N iPL Zieloni | 87 639 | 57,30  | +21,44 |
|                                                                                               | Antoni Szymański ● | Prawo i Sprawiedliwość                     | 65 318 | 42,70  | +6,49  |
| Frekwencja: 59,12% Liczba głosów ważnych: 152 957 (96,78%) Źródło: Państwowa Komisja Wyborcza |                    |                                            |        |        |        |

### Wybory parlamentarne 2023
| Kandydat                                                                                      | Kandydat          | Komitet wyborczy                            | Głosów  | Głosów | Głosów |
| Kandydat                                                                                      | Kandydat          | Komitet wyborczy                            | Liczba  | %      | +/–    |
| --------------------------------------------------------------------------------------------- | ----------------- | ------------------------------------------- | ------- | ------ | ------ |
|                                                                                               | Ryszard Świlski ● | KKW Koalicja Obywatelska PO .N iPL Zieloni  | 104 759 | 56,91  | –0,39  |
|                                                                                               | Andrzej Kobylarz  | KWW M. Piaseckiego Kandydata na Senatora RP | 48 795  | 26,51  | –      |
|                                                                                               | Dominik Mazur     | Konfederacja Wolność i Niepodległość        | 30 518  | 16,58  | –      |
| Frekwencja: 72,67% Liczba głosów ważnych: 184 072 (95,13%) Źródło: Państwowa Komisja Wyborcza |                   |                                             |         |        |        |